# Rhododendron dianthosmum
Rhododendron dianthosmum är en ljungväxtart som beskrevs av Herman Otto Sleumer. Rhododendron dianthosmum ingår i släktet rododendron, och familjen ljungväxter. Inga underarter finns listade i Catalogue of Life.